# Фоминов, Евгений Сергеевич
Фоминов Евгений Сергеевич (12 июня 1928 — 16 октября 1974) — русский советский живописец, мастер реалистического пейзажа, член Союза художников СССР (1960).

## Биография
Евгений Сергеевич Фоминов родился 12 июня 1928 года в городе Арзамасе Нижегородской губернии (ныне Нижегородская область), в интеллигентной купеческой семье Сергея Федоровича Фоминова. В доме на правом берегу реки Тёши (приток Оки) прошло его ранее детство. Вскоре семья переехала в городу Уфа (столица Башкирии). Там, на берегу реки Белой (Агидель) со временем удалось приобрести новый бревенчатый дом в одном из самых живописных мест Старой Уфы.
С детских лет у Евгения Сергеевича формируется любовь к рисованию, что вскоре было замечено маститыми и уважаемыми художниками, мастерами реалистического пейзажа, наследовавшими традиции пейзажной живописи Михаила Васильевича Нестерова и Исаака Ильича Левитана, заслуженными художниками БАССР Алексеем Васильевичем Храмовым и Леонидом Яковлевичем Каратаевым. По их совету Евгений Сергеевич поступает в Уфимское театрально-художественном училище (Уфимское училище искусств), открытое вновь после окончания Великой Отечественной войны, где он учился вместе со своим другом, ставшим позднее известнейшим художником, заслуженным деятелем искусств Башкирской АССР и народным художником РСФСР Борисом Федоровичем Домашниковым.
На основании своих учебных работ Евгений Сергеевич был зачислен в училище на отделение живописи без вступительных экзаменов сразу на третий курс, а его работы были немедленно отправлены в Москву на Всесоюзную выставку 1948 года. C третьего курса, Евгения Сергеевича забирают в армию, и он несколько лет служит на Дальнем Востоке, в Хабаровском и Камчатском крае, где появляются его новые реалистические пейзажи.
По возвращении он продолжает учёбу и заканчивает училище в 1953 году по классу заслуженного деятеля искусств БАССР и РСФСР, признанного первым художником Башкирии Александра Эрастовича Тюлькина. Дипломная работа Евгения Сергеевича «Баконщик на реке Белой» получила высочайшую оценку комиссии. В 1954 году Евгений Сергеевич женится на Фоминовой (Выдриной) Нине Анисимовне (19 января 1935 г.р.). Вскоре он становится кандидатом, и в 1960 году членом Союза художников СССР.
Евгений Сергеевич скончался на 46 году жизни, 16 октября 1974 года в городе Уфе.
Он был признан одним из лучших живописцев водной глади, мастером света-тени, его талантливое творчество было отмечено на Декадной выставке произведений художников БАССР в Москве и Ленинграде в 1969 году восторженным отзывом одного из известнейших пейзажистов, Народным художником СССР, действительным членом Академии Художеств СССР Алексеем Михайловичем Грицаем.
У Евгения Сергеевича было двое детей: дочь, Фоминова (Бокова) Лариса Евгеньевна (1955 г.р.) модельер, художник по костюму (выпускница Московского технологического института по специальности технология швейных изделий, 1978 г.), и сын, Фоминов Вадим Евгеньевич (1965—1992), художник, кандидат в члены Союза художников СССР (выпускник Ленинградской Академии Художеств Санкт-Петербургский государственный академический институт живописи, скульптуры и архитектуры имени И. Е. Репина по классу живописи, (мастерская Бориса Сергеевича Угарова), 1991 г.).

## Творческое наследие
В своем творчестве Евгений Сергеевич Фоминов выступает продолжателем традиции русского реалистического пейзажа, все его работы проникнуты любовью к природе, в них глубина и поэзия. В отличие от многих своих друзей, проживших гораздо более длинную жизнь и давно ставших признанными и знаменитыми художниками, наследие Евгения Сергеевича все ещё ждет своей должной оценки искусствоведами.
Работы художника экспонируются в Башкирском государственном художественном музее имени М. В. Нестерова, который до сих пор их приобретает из частных коллекций. Многие из них были на всех республиканских (1954—1969) и различных всесоюзных (1955—1969) и зарубежных (в частности, в Японии — уникальная работа «Переславль-Залесский») выставках.
Наиболее известные картины:
«Вечер», х.м., 1956 г.
«Озеро», х.м., 1956 г.
«Сумерки», х.м., 1956 г.
«Осенью», х.м., 1956 г.
«Разлив», х.м., 1956 г.
« К вечеру», х.м., 1956 г.
«Ветреный день», х.м., 1956 г.
«Серый день», х.м., 1956 г.
«Мост», х.м., 1961 г.
«Сафроновская пристань» («Последний причал»), х.м., 1962 г.
«Мост на реке Белой», х.м., 1964 г.
«Дали за рекой Белой», х.м., 1966 г.
«Сумерки», х.м., 1966 г.
«У пруда», х.м., 1967 г.
«На реке Белой», 1968 г.